# Hypertrophomma subita
Hypertrophomma subita là một loài ruồi trong họ Tachinidae.